# Feodor Dietz
Pour les articles homonymes, voir Dietz.
Feodor Dietz, né le 29 mai 1813 à  Neunstetten et mort le 18 décembre 1870 à Arc-lès-Gray, est un peintre wurtembergeois spécialiste de scènes militaires.

## Biographie

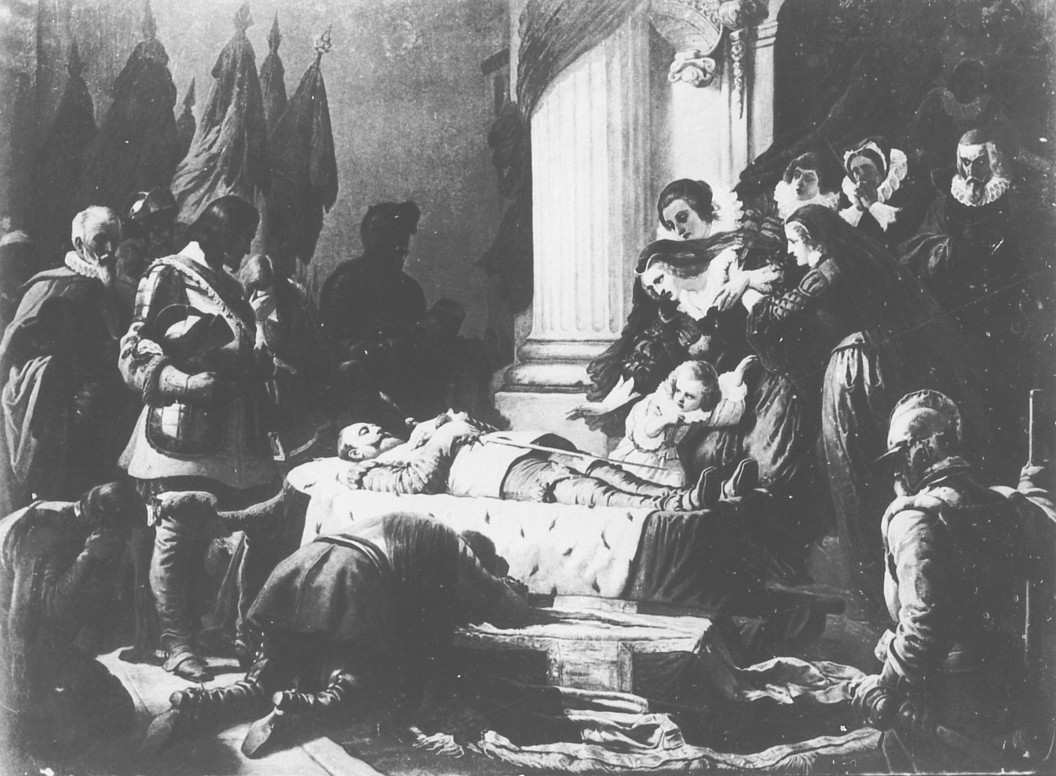
Gustave-Adolphe sur son lit de mort (1857)

Dietz étudie d'abord auprès du peintre animalier Rudolf Kuntz (de) et entre en 1831 à l'école de l'académie royale des beaux-arts de Bavière à Munich. Il assiste Philipp von Foltz pour les fresques à l'encaustique du château royal illustrant les poèmes de Bürger.
Il prend pour sujet les grands généraux allemands du XVIIe siècle : la mort de Max Piccolomini et celle de Pappenheim, celle de Gustave-Adolphe de Suède à Lützen inspirent son œuvre. Il peint encore Le Margrave Louis-Guillaume de Bade vainc les Turcs (Kunsthalle de Karlsruhe), commandée par le grand-duc Léopold. Il se rend à Paris auprès d'Horace Vernet en 1837, puis retourne à Munich, où il peint trois œuvres à la gloire de l'armée badoise qui se trouvent aujourd'hui à la Kunsthalle de Karlsruhe : La Chevauchée badoise à la Bérézina, Le Régiment des grenadiers de la garde badoise s'emparant de Montmartre, Le Régiment de Pforzheim à la bataille de Wimpfen, ainsi que le tableau Devant les portes de Leipzig qui se trouve aujourd'hui au musée de Stuttgart.
Feodor Dietz prend part à la guerre des Duchés en 1848 en tant que peintre militaire. Il reçoit par la suite une commande du duc de Saxe-Cobourg pour Le Combat des dunes d'Eckernförde contre le navire de ligne danois Christian VIII. Cette bataille avait eu lieu le 5 avril 1849.
Son tableau La Revue nocturne de Napoléon d'après l'œuvre poétique de Zedlitz est acheté par Napoléon III. La Destruction d'Heidelberg par Mélac rencontre un grand écho après 1856; mais aucune de ses œuvres n'atteindra cette qualité par la suite. Le Siège de Belgrade commandé pour le Maximilianeum de Munich appartient à cette période.
Feodor Dietz est nommé professeur de peinture d'histoire à l'académie des beaux-arts de Carlsruhe, mais termine auparavant Le Siège de Vienne par les Bavarois en 1668 pour la façade du Maximilianeum et Le Prince héritier Louis à la bataille d'Abensberg, qui se trouve au musée national de Bavière.
Après son installation à Karlsruhe, Dietz compose La Traversée du Rhin par Blücher, près de Kaub et Blücher en marche sur Paris, après la bataille de La Rothière (1868), qui se trouve à la galerie nationale de Berlin. Il se rend en tant que membre de l'union des secours (Hilfsverein) de Karlsruhe sur le terrain pendant la guerre de 1870. Il meurt d'un crise cardiaque alors qu'il était à cheval près d'Arc-lès-Gray, le 18 décembre 1870.
Il eut comme élève Wilhelm Trübner.